# Giuseppe Gagliardone
Giuseppe Gagliardone detto Pinela (Saluzzo, ... – Aiguille Noire de Peuterey, 6 luglio 1947) è stato un alpinista italiano.
Fu compagno di cordata di Giusto Gervasutti, con il quale salì nel 1942 la parete est delle Grandes Jorasses.

## Biografia
In assenza di contatti con il mondo dell'arrampicata dell'epoca, l'alpinista saluzzese fu essenzialmente un autodidatta.
La sua attività alpinistica si svolse all'inizio soprattutto nel gruppo del Monviso e nelle sue vicinanze.  La sua attività sulle pareti del Monviso ebbe inizio nel 1934, quando, insieme a Mario Girello, salì la parete nord-est della Cima delle Lobbie.
Gagliardone era interessato soprattutto agli itinerari diretti, ed alla verticalità ed esposizione delle vie, più che al semplice raggiungimento della vetta. L'anno successivo, salì la parete est del Roc della Niera in Valle Varaita, e lo spigolo sud-est del Pic d'Asti, sullo spartiacque tra Valle Varaita e Valle del Guil. Nel 1936, sempre con Mario Girello, tracciò una via diretta sul Viso di Vallanta; nel 1941, con Quagliolo e Grattarola, aprì una nuova via sulla parete est del Torrione di Saint-Robert, sulla cresta meridionale del Monviso.
L'attività di Giuseppe Gagliardone non si limitò al Monviso. Si accompagnò più volte a Giusto Gervasutti "il fortissimo", insieme al quale, come secondo di cordata, nel 1942 aprì la prima via sulla parete est delle Grandes Jorasses, nel gruppo del monte Bianco. Era con Giusto Gervasutti anche nel tentativo del 16 settembre 1946 al Mont Blanc du Tacul, in cui "il fortissimo" trovò la morte in un incidente. Il suo resoconto dell'accaduto fu pubblicato sul Corriere delle Alpi del 16 gennaio 1947.
Giuseppe Gagliardone morì il 6 luglio 1947 sulla cresta sud dell'Aiguille Noire de Peuterey, durante un tentativo di salita insieme a Carlo Arnoldi, che trovò la morte nello stesso incidente.

## Riconoscimenti
A Giuseppe Gagliardone fu intitolato il Rifugio Gagliardone, nel Vallone di Vallanta, ai piedi della parete ovest del Monviso. Il rifugio si trova attualmente in stato di abbandono, sostituito dal vicino Rifugio Vallanta.